# 1192
1192 (MCXCII) a fost un an al calendarului iulian.

## Evenimente
- 5 aprilie: Răscoală a populației grecești din Cipru împotriva cavalerilor templieri.
- 28 aprilie: La doar 7 zile de la alegerea sa ca rege al Ierusalimului, Conrad de Montferrat este asasinat în Tyr.
- 3 mai: Cavalerii templieri donează insula Cipru lui Guy de Lusignan; trecerea Ciprului sub dominația familiei Lusignan.
- 5 mai: Are loc căsătoria Isabellei de Ierusalim, văduva regelui Conrad de Montferrat al Ierusalimului, cu Henric al II-lea, conte de Champagne, care devine astfel rege.
- 8 mai: După moartea ducelui Ottokar al IV-lea, Stiria trece în posesia ducelui Leopold al V-lea al Austriei, cu consimțământul împăratului Henric al VI-lea; bogată prin minele sale de fier și sare, Stiria trece în posesia familiei Babenberg.
- 1-5 august: Victorii ale regelui Richard Inimă de Leu al Angliei asupra musulmanilor în zona Jaffei, însă cruciații înregistrează un eșec în fața Ierusalimului.
- 21 august: Instituirea shogunatului în Japonia (ca instituție paralelă cu cea a împăratului), în persoana lui Minamoto no Yoritomo.
- 26 august: La moartea sultanului selgiucid Kilidj Arslan al II-lea, tronul este preluat de Kay Khusraw I, însă cei 12 fii ai defunctului se implică în lupta pentru preluarea succesiunii, războiul civil devastând sultanatul de Rum.
- 2 septembrie: Regele Richard Inimă de Leu al Angliei și sultanul Saladin al Egiptului și Siriei negociază la Ramla dreptul de vizitare a Ierusalimului și a Sfântului Mormânt de către pelerinii creștini, respectiv al pelerinilor musulmani în drum spre Mecca; Saladin păstrează Ierusalimul, dar recunoaște regatul creștin de Accra; Ascalon rămâne, de asemenea în posesia lui Saladin, însă forturile sunt distruse; cruciații mențin stăpânirea asupra zonei costiere de la Tyr la Jaffa; se încheie Cruciada a treia.
- 9 octombrie: Regele Richard Inimă de Leu al Angliei părăsește Palestina.
- 3 noiembrie: Sultanul Saladin revine la Damasc.
- 20 decembrie: Pe drumul de întoarcere din Orient, regele Richard Inimă de Leu al Angliei este luat ostatic de către Leopold al V-lea de Babenberg, duce de Austria.

### Nedatate
- martie: Regele Filip August al Franței ordonă masacrarea populației evreiești din regiunea Brie.
- noiembrie: Negustorii din Genova și Pisa obțin privilegii comerciale în Imperiul bizantin, în dettrimentul celor din Veneția.
- A doua bătălie de la Tarain. Sultanul Muhammad din dinastia ghurizilor zdrobește coaliția din Rajputana, al cărei conducător, regele Prithiviraja cade pe câmpul de luptă; întreaga Indie de nord-est trece sub dominație musulmană.
- Cneazul Iaroslav Vladimirovici de Novgorod distruge castelele Tartu și Otepaa din Estonia.
- Ducele Henric Leul întreprinde o nouă acțiune de recuperare a posesiunilor sale, confiscate de imperiali.

## Arte, științe, literatură și filozofie
- Apare codexul Pray, cel mai vechi text elaborat în limba maghiară.
- Călugărul Varlaam întemeiază mănăstirea Schimbării la Față din Novgorod.
- Începe reconstruirea catedralei din Lincoln, din inițiativa episcopului Hugh.
- Se încheie constuirea podului Lugouqiao (Podul Marco Polo) în Beijing.
- Stilul arhitectural gotic se răspândește în Cipru.

## Înscăunări
- 21 aprilie: Conrad de Montferrat, rege al Ierusalimului (1192)
- 3 mai: Guy de Lusignan, rege cruciat al Ciprului (1192-1194)
- 5 mai: Henric al II-lea de Champagne, rege al Ierusalimului (1192-1197).
- 8 mai: Leopold al V-lea de Austria, duce de Stiria.
- 21 iunie: Enrico Dandolo, doge al Veneției (1192-1205).
- 21 august: Minamoto no Yoritomo, shogun al Japoniei.
- 26 august: Kay Khusraw I, sultan selgiucid de Rum (1192-1210, cu întreruperi).

## Nașteri
- 17 septembrie: Minamoto na Sanetomo, shogun al Japoniei (d. 1219).
- George al IV-lea Lasha, rege al Georgiei (d. 1223).
- Gojong, rege coreean de Goryeo (d. 1259)
- Ioan al III-lea, împărat bizantin de Niceea (d. 1254)
- Kamal ad-Din ibn al-Adim, istoric arab din Siria (d. 1262)
- Ștefan Radoslav, rege al Serbiei (d. 1234).

## Decese
- 26 aprilie: Go-Shirakawa, împărat al Japoniei (n. 1127).
- 28 aprilie: Conrad de Montferrat, rege al Ierusalimului (n.c. 1140).
- 5 mai: Ottokar al IV-lea, duce de Stiria (n. 1163).
- 25 august: Hugues al III-lea, duce de Burgundia (n. 1142).
- 26 august: Kilij Arslan al II-lea, sultan selgiucid de Rum (n. ?)
- 24 noiembrie: Albert de Louvain, sfânt din Belgia (n. 1166).
- Adam de Saint-Victor, poet și muzician francez (n. 1112)
- Lu Xiangshan, filosof chinez (n. 1139).
- Prithiviraja, rege de Ajmer (în Rajputana), (n. ?)
- Venceslas al II-lea, duce de Boemia (n. 1137).